# Miss Teen International
Miss Teen International is een jaarlijkse internationale missverkiezing die wordt georganiseerd door Rodrigo Moreira voor tienermeisjes.
Van de twintig à dertig deelneemsters komt het grootste deel uit Latijns-Amerika.
De huidige titelhoudster is Éffora Consoli uit Brazilië.

## Winnaressen

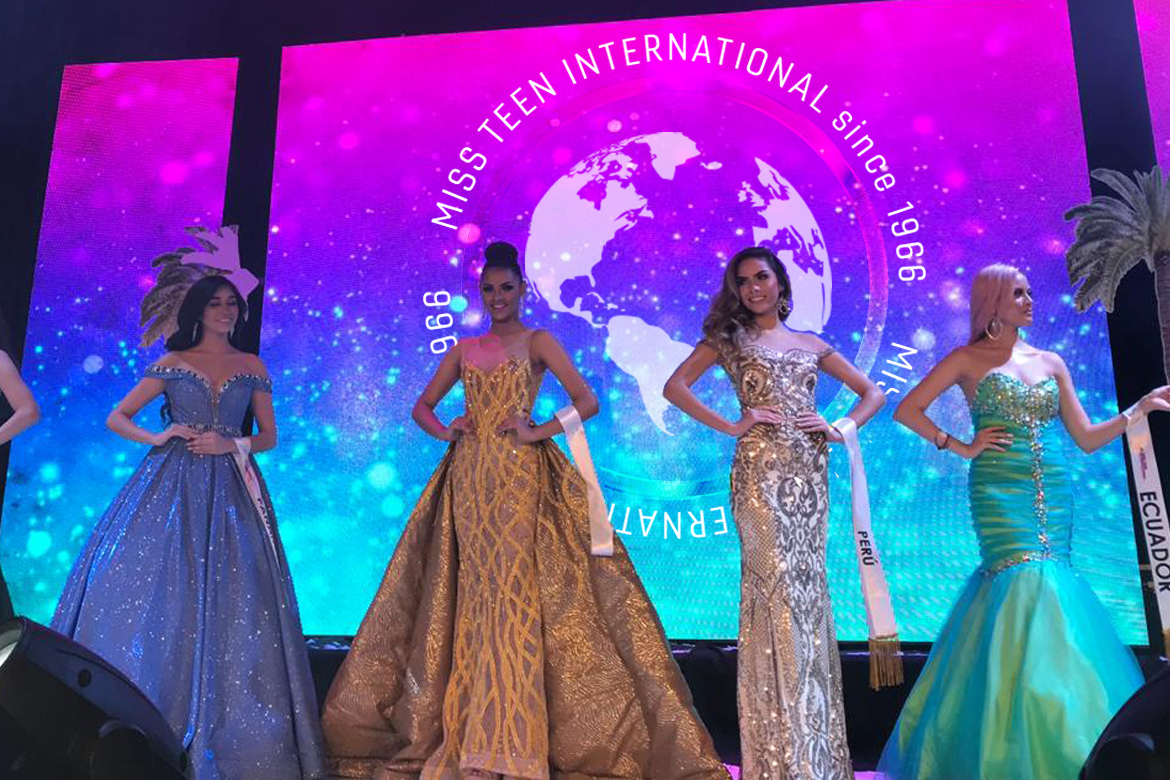
Miss Teen International in Ecuador

| Jaar | Winnares                     | Land        |
| ---- | ---------------------------- | ----------- |
| 2024 | Christine Carbo              | Ecuador     |
| 2023 | Éffora Consoli               | Brazilië    |
| 2022 | Yulienke Jacobs              | Zuid-Afrika |
| 2021 | Aurora Jiménez Villalobos    | Mexico      |
| 2020 | Alejandra Royo               | Panama      |
| 2019 | Luciana Begazo               | Peru        |
| 2018 | Julia Hemza                  | Brazilië    |
| 2017 | Tanailyn Medina              | Puerto Rico |
| 2016 | Camila Montenegro            | Ecuador     |
| 2015 | Paola Serrano                | Puerto Rico |
| 2014 | Ailin Adorno                 | Paraguay    |
| 2013 | Isabella Novaes Menin        | Brazilië    |
| 2012 | Valerie Hernandez            | Puerto Rico |
| 2011 | Adriana Paniagua             | Nicaragua   |
| 2010 | Lynette Do Nascimento        | Aruba       |
| 2009 | Nazareth Cascante            | Costa Rica  |
| 2008 | Isabele Sanchez              | Brazilië    |
| 2007 | Jenny Quiroga Bravo          | Mexico      |
| 2006 | Mayra Matos                  | Puerto Rico |
| 2005 | -                            | -           |
| 2004 | Lauryn Eagle                 | Australië   |
| 2003 | María Teresa Rodríguez       | Costa Rica  |
| 2002 | Fabriella Quesada Sequeira   | Costa Rica  |
| 2001 | Yaraliz Lasanta Santiago     | Puerto Rico |
| 2000 | Ayanette Mary Ann Statia     | Curaçao     |
| 1999 | Carolina Raven Perez         | Aruba       |
| 1998 | Vanessa Martins Fernandes    | Brazilië    |
| 1997 | Katherine González Rivera    | Puerto Rico |
| 1996 | Karina Renata Cavazzana      | Brazilië    |
| 1995 | Kristen Elizabeth Hungerford | Zweden      |
| 1994 | Ana Carina Góis Homa         | Brazilië    |
| 1993 | Sofia Andersson              | Zweden      |